# Octophialucium aphrodite
Octophialucium aphrodite är en nässeldjursart som först beskrevs av Bigelow 1919.  Octophialucium aphrodite ingår i släktet Octophialucium och familjen Malagazziidae. Inga underarter finns listade i Catalogue of Life.